# Sabily
Sabily (arabiska: سبيلي, Min väg) är ett operativsystem baserat på linuxdistributionen Ubuntu, men har bättre stöd för det arabiska språket. Islamisk programvara som Zekr, Mus-haf Othman studieverktyg av Koranen och Minbar som påminner om Salah är förinstallerade.
Sabily har LibreOffice kontorspaket, webbläsaren Mozilla Firefox, bildbehandlingsprogrammet Gimp och mediaspelaren xine förinstallerade. Fullversionen av Sabily har kodekar för de mest använda mediaformaten. Sabily finns för AMD64 processorarkitektur.
Sabily 11.04 hade följande mjukvara förinstallerat: sabily-artwork, minbar, zekr, zekr-quran-translation-en, monajat, firefox-praytimes, nanny, thawab, hijra, mus-haf Othman, noor, fsool, rejaal, alfanous och zakat-calc.
Wisabi en Windows-installerare för Windows-användare som kan installera och avinstallera Sabily från Lägg till/ta bort program som andra program i Windows. Wisabi baseras på Wubi Windows-installeraren. Med Wisabi installationsprogrammet kan installera Sabily på hårddisken i Windows utan inblandning av riskabel formatering eller partitionering.

## Sabily programvara
Huvudartikel: Zekr
Zekr är ett datorprogram och studieverktyg för att studera Koranen. Zekr är fullt utrustad med avancerad sökning, navigering, recitation, och innehåller kommentarer. Programmet finns för Linux, Mac OS och Windows. En tolkning av Koranen gjord av Mohammed Knut Bernström på svenska finns att ladda hem till Zekr och det går även att lägga till fler recitationer.
Huvudartikel: Minbar (programvara)
Minbar är ett program som påminner om Salah. Minbar är ett islamiskt tidebönbönsprogram ovanpå tillämpningen libitl, ett bibliotek för bönberäkning. Minbar körs i bakgrunden och spelar Athan (kall till bön) och meddelar om tidebön. Minbar arbetar med de viktigaste beräkningsmetoderna (Muslim League som standard, Shafii, Hanafi, ...). Muslimer iakttar fem böner om dagen och Minbar hjälper till att påminna om tidebön. Programmet finns för GNU/Linux.
Huvudartikel: Monajat (programvara)
Monajat är ett program för GNU/Linux och Windows som visar Azkar meddelanden. Det körs i notifieringsytan och visar hadith. Sabily Team tillhandahåller Monajat.
Zakat Calc för beräkning av Zakat på datorn. Programmet finns  på arabiska och engelska m.fl..
Gnome Nanny är ett enkelt sätt att kontrollera hur länge en användare eller dina barn kan vara på datorn och vad de kan eller inte kan komma åt och surfa på webben.